# Hydata insatisfacta
Hydata insatisfacta là một loài bướm đêm trong họ Geometridae.